# 萨达西沃佩特
萨达西沃佩特（Sadasivpet），是印度安得拉邦Medak县的一个城镇。总人口35475（2001年）。

## 人口
该地2001年总人口35475人，其中男性18171人，女性17304人；0—6岁人口5428人，其中男2773人，女2655人；识字率62.55%，其中男性为71.12%，女性为53.55%。